# Route de France féminine 2016
La Route de France féminine 2016, decima edizione della corsa, si è svolta dal 7 al 14 agosto 2016 su un percorso di 723 km suddivisi in 7 tappe più un prologo iniziale, con partenza da San Quintino e arrivo a Guebwiller, in Francia. La corsa è stata vinta dalla statunitense Amber Neben davanti alla connazionale Tayler Wiles e alla polacca Eugenia Bujak.

## Tappe
| Tappa  | Data      | Percorso                                        | km    | Vincitore di tappa | Leader cl. generale |
| ------ | --------- | ----------------------------------------------- | ----- | ------------------ | ------------------- |
| Prol.  | 7 agosto  | San Quintino > San Quintino (Cron. individuale) | 3,2   | Amy Pieters        | Amy Pieters         |
| 1ª     | 8 agosto  | San Quintino > Pontoise                         | 134,8 | Eugenia Bujak      | Amy Pieters         |
| 2ª     | 9 agosto  | Breuillet > Saint-Benoît-sur-Loire              | 114,8 | Roxane Fournier    | Amy Pieters         |
| 3ª     | 10 agosto | Saint-Sauveur-en-Puisaye > Nevers               | 102,4 | Chloe Hosking      | Amy Pieters         |
| 4ª     | 11 agosto | Buxy > Chalon-sur-Saône (Cron. individuale)     | 15    | Amber Neben        | Amber Neben         |
| 5ª     | 12 agosto | Bourbonne-les-Bains > La Bresse                 | 115,2 | Amber Neben        | Amber Neben         |
| 6ª     | 13 agosto | Plombières-les-Bains > Soultzmatt               | 123,9 | Eugenia Bujak      | Amber Neben         |
| 7ª     | 14 agosto | Lutterbach > Guebwiller                         | 113,7 | Roxane Fournier    | Amber Neben         |
| Totale | Totale    | Totale                                          | 723   |                    |                     |

## Squadre partecipanti
Alla Route de France féminine 2016 partecipano 14 squadre composte da 6 corridori per un totale di 80 cicliste al via. Alle 13 squadre UCI Elite presenti, si aggiunge la partecipazione di una selezione nazionale francese.
| N.    | Cod. | Squadra                        |
| ----- | ---- | ------------------------------ |
| 1-6   | WHT  | Wiggle-High5                   |
| 11-16 | OGE  | Orica-AIS                      |
| 21-26 | TLP  | Team Liv-Plantur               |
| 41-46 | TIB  | Team Tibco-Silicon Valley Bank |
| 51-56 | LBL  | Lotto-Soudal Ladies            |
| 61-68 | BPK  | BePink                         |
| 71-76 | BTC  | BTC City Ljubljana             |

| N.      | Cod. | Squadra                          |
| ------- | ---- | -------------------------------- |
| 81-86   | ASA  | Astana Women's Team              |
| 91-96   | FUR  | Poitou-Charentes.Futuroscope.86  |
| 101-106 | PHV  | Parkhotel Valkenburg Continental |
| 111-116 | SEF  | Servetto-Footon                  |
| 121-126 | ISG  | Inpa-Bianchi                     |
| 131-136 | FRA  | Selezione nazionale francese     |
| 141-146 | DEN  | Lointek                          |

## Dettagli delle tappe

### Prologo
- 7 agosto: San Quintino > San Quintino – Cronometro individuale – 3,2 km

Risultati
| Pos. | Corridore        | Squadra      | Tempo |
| ---- | ---------------- | ------------ | ----- |
| 1    | Amy Pieters      | Wiggle-High5 | 4'18" |
| 2    | Sarah Roy        | Orica-AIS    | a 10" |
| 3    | Floortje Mackaij | Liv-Plantur  | s.t.  |

| Pos. | Corridore        | Squadra      | Tempo |
| ---- | ---------------- | ------------ | ----- |
| 1    | Amy Pieters      | Wiggle-High5 | 4'18" |
| 2    | Sarah Roy        | Orica-AIS    | a 10" |
| 3    | Floortje Mackaij | Liv-Plantur  | s.t.  |

### 1ª tappa
- 8 agosto: San Quintino > Pontoise – 134,2 km

Risultati
| Pos. | Corridore        | Squadra      | Tempo    |
| ---- | ---------------- | ------------ | -------- |
| 1    | Eugenia Bujak    | BTC City     | 3h48'37" |
| 2    | Floortje Mackaij | Liv-Plantur  | s.t.     |
| 3    | Amy Pieters      | Wiggle-High5 | s.t.     |

| Pos. | Corridore        | Squadra      | Tempo    |
| ---- | ---------------- | ------------ | -------- |
| 1    | Amy Pieters      | Wiggle-High5 | 3h52'55" |
| 2    | Sarah Roy        | Orica-AIS    | a 10"    |
| 3    | Floortje Mackaij | Liv-Plantur  | s.t.     |

### 2ª tappa
- 9 agosto: Breuillet > Saint-Benoît-sur-Loire – 114,8 km

Risultati
| Pos. | Corridore        | Squadra      | Tempo    |
| ---- | ---------------- | ------------ | -------- |
| 1    | Roxane Fournier  | Poitou-Char. | 2h39'01" |
| 2    | Floortje Mackaij | Liv-Plantur  | s.t.     |
| 3    | Chloe Hosking    | Wiggle-High5 | s.t.     |

| Pos. | Corridore        | Squadra      | Tempo    |
| ---- | ---------------- | ------------ | -------- |
| 1    | Amy Pieters      | Wiggle-High5 | 6h31'56" |
| 2    | Sarah Roy        | Orica-AIS    | a 10"    |
| 3    | Floortje Mackaij | Liv-Plantur  | s.t.     |

### 3ª tappa
- 10 agosto: Saint-Sauveur-en-Puisaye > Nevers – 102,4 km

Risultati
| Pos. | Corridore       | Squadra      | Tempo    |
| ---- | --------------- | ------------ | -------- |
| 1    | Chloe Hosking   | Wiggle-High5 | 2h29'59" |
| 2    | Élise Delzenne  | Lotto-Soudal | s.t.     |
| 3    | Roxane Fournier | Poitou-Char. | s.t.     |

| Pos. | Corridore    | Squadra      | Tempo    |
| ---- | ------------ | ------------ | -------- |
| 1    | Amy Pieters  | Wiggle-High5 | 9h01'55" |
| 2    | Sarah Roy    | Orica-AIS    | a 10"    |
| 3    | Aude Biannic | Poitou-Char. | a 11"    |

### 4ª tappa
- 11 agosto: Buxy > Chalon-sur-Saône – Cronometro individuale - 15 km

Risultati
| Pos. | Corridore    | Squadra      | Tempo  |
| ---- | ------------ | ------------ | ------ |
| 1    | Amber Neben  | BePink       | 18'07" |
| 2    | Tayler Wiles | Orica-AIS    | a 33"  |
| 3    | Amy Pieters  | Wiggle-High5 | a 55"  |

| Pos. | Corridore    | Squadra      | Tempo    |
| ---- | ------------ | ------------ | -------- |
| 1    | Amber Neben  | BePink       | 9h20'25" |
| 2    | Amy Pieters  | Wiggle-High5 | a 32"    |
| 3    | Tayler Wiles | Orica-AIS    | s.t.     |

### 5ª tappa
- 12 agosto: Bourbonne-les-Bains > La Bresse – 115,2 km

Risultati
| Pos. | Corridore      | Squadra     | Tempo    |
| ---- | -------------- | ----------- | -------- |
| 1    | Amber Neben    | BePink      | 3h03'14" |
| 2    | Janneke Ensing | Parkhotel   | a 18"    |
| 3    | Carlee Taylor  | Liv-Plantur | s.t.     |

| Pos. | Corridore    | Squadra      | Tempo     |
| ---- | ------------ | ------------ | --------- |
| 1    | Amber Neben  | BePink       | 12h23'39" |
| 2    | Tayler Wiles | Orica-AIS    | a 57"     |
| 3    | Amy Pieters  | Wiggle-High5 | a 1'25"   |

### 6ª tappa
- 13 agosto: Plombières-les-Bains > Soultzmatt – 123,9 km

Risultati
| Pos. | Corridore     | Squadra      | Tempo    |
| ---- | ------------- | ------------ | -------- |
| 1    | Eugenia Bujak | BTC City     | 3h30'58" |
| 2    | Lex Albrecht  | BePink       | s.t.     |
| 3    | Amélie Rivat  | Poitou-Char. | s.t.     |

| Pos. | Corridore     | Squadra   | Tempo     |
| ---- | ------------- | --------- | --------- |
| 1    | Amber Neben   | BePink    | 15h54'37" |
| 2    | Tayler Wiles  | Orica-AIS | a 57"     |
| 3    | Eugenia Bujak | BTC City  | a 1'58"   |

### 7ª tappa
- 14 agosto: Lutterbach > Guebwiller – 113,7 km

Risultati
| Pos. | Corridore        | Squadra      | Tempo    |
| ---- | ---------------- | ------------ | -------- |
| 1    | Roxane Fournier  | Poitou-Char. | 2h48'55" |
| 2    | Sofia Bertizzolo | Astana       | s.t.     |
| 3    | Kyara Stijns     | Liv-Plantur  | s.t.     |

| Pos. | Corridore     | Squadra   | Tempo     |
| ---- | ------------- | --------- | --------- |
| 1    | Amber Neben   | BePink    | 18h43'42" |
| 2    | Tayler Wiles  | Orica-AIS | a 57"     |
| 3    | Eugenia Bujak | BTC City  | a 1'58"   |

## Classifiche finali

### Classifica generale
| Pos. | Corridore      | Squadra      | Tempo     |
| ---- | -------------- | ------------ | --------- |
| 1    | Amber Neben    | BePink       | 18h43'42" |
| 2    | Tayler Wiles   | Orica-AIS    | a 57"     |
| 3    | Eugenia Bujak  | BTC City     | a 1'58"   |
| 4    | Rozanne Slik   | Liv-Plantur  | a 2'02"   |
| 5    | Janneke Ensing | Parkhotel    | a 2'14"   |
| 6    | Carlee Taylor  | Liv-Plantur  | a 2'17"   |
| 7    | Lex Albrecht   | BePink       | a 2'43"   |
| 8    | Kseniya Tuhai  | BePink       | a 3'00"   |
| 9    | Danielle King  | Wiggle-High5 | a 3'03"   |
| 10   | Amélie Rivat   | Poitou-Char. | a 3'18"   |

### Classifica scalatrici
| Pos. | Corridore      | Squadra     | Punti |
| ---- | -------------- | ----------- | ----- |
| 1    | Janneke Ensing | Parkhotel   | 59    |
| 2    | Carlee Taylor  | Liv-Plantur | 30    |
| 3    | Amber Neben    | BePink      | 20    |

### Classifica giovani
| Pos. | Corridore        | Squadra      | Tempo     |
| ---- | ---------------- | ------------ | --------- |
| 1    | Kseniya Tuhai    | BePink       | 18h46'32" |
| 2    | Sofia Bertizzolo | Astana       | a 1'30"   |
| 3    | Ana Maria Covrig | Inpa-Bianchi | a 2'42"   |

### Classifica a squadre
| Pos. | Squadra                         | Tempo     |
| ---- | ------------------------------- | --------- |
| 1    | BePink                          | 56h16'06" |
| 2    | Poitou-Charentes.Futuroscope.86 | a 2'42"   |
| 3    | Team Liv-Plantur                | a 23'38"  |